# ساندرو تووالیری
ساندرو تووالیری (انگلیسی: Sandro Tovalieri؛ زادهٔ ۲۵ فوریهٔ ۱۹۶۵) بازیکن فوتبال اهل ایتالیا است.
از باشگاه‌هایی که در آن بازی کرده‌است می‌توان به باشگاه فوتبال پروجا، باشگاه فوتبال ترنانا، باشگاه فوتبال آنکونا، باشگاه فوتبال آ.اس. رم، باشگاه فوتبال باری، باشگاه فوتبال کالیاری، باشگاه فوتبال سمپدوریا، باشگاه فوتبال رجانا، باشگاه فوتبال دلفینو پسکارا، باشگاه فوتبال آتالانتا، باشگاه فوتبال آولینو، و باشگاه فوتبال اتلتیکو آرتزو اشاره کرد.
وی همچنین در تیم ملی فوتبال زیر ۲۱ سال ایتالیا بازی کرده‌است.